# Annona rugulosa
Annona rugulosa é uma espécie de plantas da família das anonáceas.

## Descrição
Árvore de porte médio, decídua, espécie frutífera importante para a fauna. Espécie pioneira ; secundária inicial, secundária tardia, com até 15 m de altura e 45 cm de diâmetro.

## Distribuição
Esta espécie ocorre na Floresta ombrófila mista, nos estados de São Paulo, Paraná, Santa Catarina e Rio Grande do Sul.